# Brachyscome pusilla
Brachyscome pusilla là một loài thực vật có hoa trong họ Cúc. Loài này được Steetz mô tả khoa học đầu tiên năm 1845.